# Minijogo
Um minigame (em português, minijogo; também escrito em inglês como mini-game ou mini game), às vezes chamado em inglês de sub-game, é um pequeno jogo eletrônico contidos dentro de um pequeno console portátil que traz vários jogos em um só aparelho. Geralmente são jogos curtos e fáceis. 
Um minigame é sempre menor ou mais simples do que o jogo que o contém. Às vezes são oferecidos separadamente para promover o jogo principal.
Minigames também podem ser encontrados em jogos maiores, para diversificar a jogabilidade ou fazer homenagens a jogos antigos de uma série, como no caso de Street Fighter 6. Também são usados em jogos mobile ou romances visuais.